# Titus van Asch van Wijck

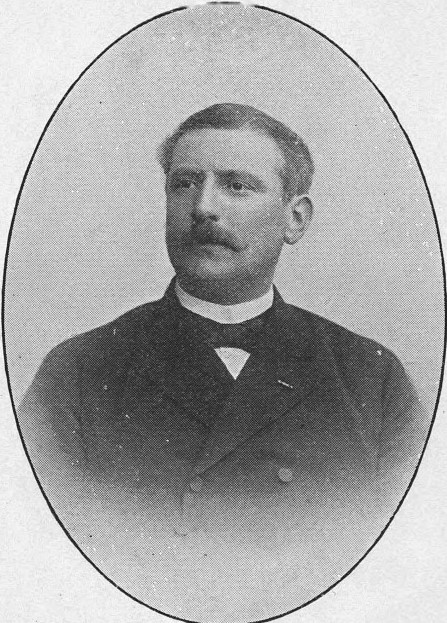
Titus van Asch van Wijck (1901)

Titus Anthony Jacob van Asch van Wijck (* 29. August 1849 in Utrecht; † 9. September 1902 in Den Haag) war ein niederländischer Politiker der Anti-Revolutionaire Partij (ARP), der sowohl Mitglied der Zweiten Kammer als auch der Ersten Kammer der Generalstaaten war. Er war ferner zwei Mal Bürgermeister von Amersfoort sowie zwischen 1891 und 1896 Generalgouverneur von Niederländisch-Guayana. Zuletzt war er von 1901 bis zu seinem Tode 1902 Kolonialminister im Kabinett Kuyper.

## Leben
Titus Anthony Jacob van Asch van Wijck stammte aus der Adelsfamilie Asch van Wijck und war ein Sohn von Matthias Margarethus van Asch van Wijck, der zwischen 1874 und 1882 ebenfalls Mitglied der Zweiten Kammer war, sowie ein Enkel von Hubert Matthijs Adriaan Jan van Asch van Wijck, der ebenfalls Mitglied der Zweiten Kammer, der Ersten Kammer sowie zwischen 1827 und 1839 Bürgermeister von Utrecht war. Sein Onkel Hubert Alexander Maurits van Asch van Wijck war auch kurzzeitig Mitglied der Zweiten Kammer sowie Kommissar des Königs der Provinz Drenthe. Er selbst wurde für die Anti-Revolutionaire Partij (ARP) am 19. September 1881 erstmals Mitglied der Zweiten Kammer der Generalstaaten und vertrat in dieser bis zum 12. Mai 1891 mit kurzen Unterbrechungen den Wahlkreis Zwolle. Zugleich wurde er am 26. Juli 1883 zum ersten Mal Bürgermeister von Amersfoort und übte dieses Amt fast acht Jahre lang bis zum 1. Juni 1891 aus. Er war in dieser Zeit zwischen dem 1. Juli 1885 und dem 1. Juni 1891 auch Mitglied der Provinciale Staten der Provinz Utrecht.
Als Nachfolger von Maurits Adriaan de Savornin Lohman übernahm Titus van Asch van Wijck am 27. Juni 1891 den Posten als Generalgouverneur von Niederländisch-Guayana und hatte dieses Amt bis zum 12. Mai 1896 inne, woraufhin Warmolt Tonckens seine Nachfolge antrat. Nach seiner Rückkehr wurde er am 15. September 1896 für die ARP Mitglied der Ersten Kammer der Generalstaaten und vertrat in dieser bis zum 1. August 1901 die Provinz Utrecht. Daneben engagierte er sich auch wieder in der Kommunalpolitik und war zwischen dem 17. Mai 1898 und dem 1. Januar 1901 Mitglied des Gemeinderates von Den Haag, ehe er im Anschluss vom 1. Januar 1900 bis zum 1. August 1901 zum zweiten Mal als Bürgermeister von Amersfoort fungierte. Daneben engagierte er sich zwischen 1900 und 1902 als Mitglied der Schulratvereinigung Een School met den Bijbel.
Am 1. August 1901 übernahm Titus Anthony Jacob van Asch van Wijck das Amt als Kolonialminister (Minister van Koloniën) im Kabinett Kuyper. Dieses Amt hatte er bis zu seinem Tode am 9. September 1902 inne, woraufhin Alexander Willem Frederik Idenburg am 25. September 1902 seine Nachfolge antrat.
Titus van Asch van Wijck gehörte ursprünglich der niederländisch-reformierten Kirche an, die er im Zuge des Schisma (Doleantie) 1886 verließ, und gehörte seit 1892 der daraus hervorgegangenen Gereformeerde Kerken in Nederland an. Das im nördlichen Teil der Wilhelminagebirge in Suriname gelegene Van-Asch-van-Wijck-Gebirge wurde ihm zu Ehren benannt.